# Protarum
Protarum é um género botânico pertencente à família Araceae.